# Markus Pöhlmann
Markus Pöhlmann (né en 1967) est un historien allemand. Il travaille au Centre d'histoire militaire et des sciences sociales de la Bundeswehr (de) à Potsdam. Ses recherches portent sur l'histoire militaire allemande, l'histoire des services de renseignement et les relations entre guerre et médias.

## Biographie
Pöhlmann étudie l'histoire, l'anglais et les études de communication à l'Université d'Augsbourg (MA, 1996), à l'University College Galway (maintenant l'Université nationale d'Irlande, Galway) et à l'Université de Berne. De 1997 à 1999, il est assistant de recherche à l'Institut historique de l'Université de Berne. En 2000, il commence avec Stig Förster (de) avec la thèse Kriegsgeschichte und Geschichtspolitik: Der Erste Weltkrieg. Die amtliche deutsche Militärgeschichtsschreibung 1914–1956 pour le doctorat. En 2002, il reçoit le prix Werner Hahlweg pour l'histoire militaire et les sciences de la défense (de) (2e prix) pour son travail. En 2016, il termine son habilitation à la Faculté de philosophie de l'Université de Potsdam.
De 2001 à 2006, il travaille comme rédacteur en chef pour le magazine d'histoire DAMALS. Cela est suivi d'un assistanat à l'Université de Berne et, de 2007 à 2008, de la Leverhulme Visiting Research Fellowship à l'Institut de recherche en études européennes de l'Université de Salford. De 2008 à 2012, il est assistant de recherche au Bureau de recherche historique militaire (MGFA) et depuis 2013 au Centre d'histoire militaire et des sciences sociales de la Bundeswehr (ZMSBw) à Potsdam. Il est également rédacteur en chef du Militärgeschichtliche Zeitschrift (de) (MGZ) et du Groupe de travail sur l'histoire militaire (de).
Il est membre du Centre International de Recherche de l'Historial de la Grande Guerre à Péronne (France). Pöhlmann est l'éditeur de plusieurs livres et publie dans des revues historiques telles que Comparativ (de), Journal of Intelligence History, MGZ, Mittelweg 36 (de) et Zeitschrift für Geschichtswwissenschaft. Il est également un employé de l'ouvrage de référence sur l'Enzyklopädie Erster Weltkrieg (2003).

## Commentaires
Ralf Raths (de) parle du livre Der Panzer und die Mechanisierung des Krieges. Il le recommande fortement . "C'est un livre qui est scientifiquement très proprement travaillé" avec une partie détaillée de la littérature supplémentaire et parfois écrit de manière très divertissante. De plus, l'auteur parvient à simplifier les problèmes complexes de manière compréhensible. Les faiblesses sont le langage parfois très technique et l'éclairage inadéquat, voire erroné, du terme Blitzkrieg. Raths considère la représentation de l'entre-deux-guerres comme particulièrement précieuse.

## Travaux
- mit Stig Förster (de) und Dierk Walter (de) (Hrsg.): Schlachten der Weltgeschichte. Von Salamis bis Sinai. C.H. Beck, München 2001  (ISBN 3-406-48097-7).
- Kriegsgeschichte und Geschichtspolitik. Der Erste Weltkrieg. Die amtliche deutsche Militärgeschichtsschreibung 1914–1956 (= Krieg in der Geschichte. Band 12). Ferdinand Schöningh, Paderborn 2002  (ISBN 3-506-74481-X).
- mit Karin von Maur: Der Maler Hermann Stenner im Spiegel seiner Korrespondenz. Briefe 1909–1914. Hrsg. von Karin von Maur und dem Freundeskreis Hermann Stenner. Prestel, München 2006  (ISBN 3-7913-3731-9).
- mit Stig Förster und Dierk Walter (Hrsg.): Kriegsherren der Weltgeschichte. 22 historische Portraits. C.H. Beck, München 2006  (ISBN 3-406-54983-7).
- mit Günther Kronenbitter (de) und Dierk Walter (de) (Hrsg.): Besatzung. Funktion und Gestalt militärischer Fremdherrschaft von der Antike bis zum 20. Jahrhundert (= Krieg in der Geschichte. Band 28). Ferdinand Schöningh, Paderborn 2006  (ISBN 3-506-71736-7).
- Der Grenzgänger. Der Dichter Klabund als Propagandist und V-Mann im Ersten Weltkrieg. In: Zeitschrift für Geschichtswissenschaft. 55, 2007, S. 397–410.
- German Intelligence at War, 1914–1918. In: Journal of Intelligence History. 5, Winter 2005, S. 25–54.
- mit Winfried Heinemann (de) (Hrsg.): Monarchen und ihr Militär (= Potsdamer Schriften zur Militärgeschichte. Band 10). MGFA, Potsdam 2010  (ISBN 978-3-941571-07-5).
- als Hrsg.: Deutsche Militärfachzeitschriften im 20. Jahrhundert (= Potsdamer Schriften zur Militärgeschichte. Band 17). MGFA, Potsdam 2012  (ISBN 978-3-941571-18-1).
- mit Harald Potempa und Thomas Vogel (de) (Hrsg.): Der Erste Weltkrieg 1914–1918. Der deutsche Aufmarsch in ein kriegerisches Jahrhundert. Bucher, München 2014  (ISBN 978-3-7658-2033-5).
- mit Ulrike Ludwig und John Zimmermann (de) (Hrsg.): Ehre und Pflichterfüllung als Codes militärischer Tugenden (= Krieg in der Geschichte. Band 69). Ferdinand Schöningh, Paderborn 2014  (ISBN 978-3-506-77312-8).
- mit Flavio Eichmann und Dierk Walter (de) (Hrsg.): Globale Machtkonflikte und Kriege. Festschrift für Stig Förster zum 65. Geburtstag. Ferdinand Schöningh, Paderborn 2016  (ISBN 978-3-506-78392-9).
- Der Panzer und die Mechanisierung des Krieges. Eine deutsche Geschichte 1890–1945 (= Zeitalter der Weltkriege. Band 14). Ferdinand Schöningh, Paderborn 2016  (ISBN 978-3-506-78355-4).
- Es war gerade, als würde alles bersten. Augsburg im Bombenkrieg, München 2019  (ISBN 978-3-86222-282-7) (1. Ausgabe 1994).